# Gaston De Wael
Gaston Marius De Wael (ur. 31 grudnia 1934 w Anderlechcie – zm. 6 marca 2008) – belgijski piłkarz grający na pozycji napastnika. Był reprezentantem Belgii. Jego brat François De Wael także był piłkarzem i reprezentantem kraju.

## Kariera klubowa
Swoją piłkarską karierę De Wael rozpoczął w klubie RSC Anderlecht, w którym zadebiutował w sezonie 1953/1954 w pierwszej lidze belgijskiej i grał w nim do 1961 roku. Z Anderlechtem wywalczył cztery tytuły mistrza Belgii w sezonach 1953/1954, 1954/1955, 1955/1956 i 1958/1959 oraz dwa wicemistrzostwa w sezonach 1956/1957 i 1959/1960. W latach 1961–1964 grał w White Star AC, w latach 1964-1966 - w Sport Sint-Genesius-Rode, a w latach 1966-1969 w Racingu White.

## Kariera reprezentacyjna
W reprezentacji Belgii De Wael zadebiutował 8 kwietnia 1956 w przegranym 0:1 towarzyskim meczu z Holandią, rozegranym w Antwerpii. Od 1956 do 1957 rozegrał w kadrze narodowej 2 mecze.